# Alfio Grassi
Alfio Grassi (* 2. August 1766 in Acireale; † 25. April 1827 in Paris) war ein italienischer Offizier in französischen Diensten und Militärschriftsteller.

## Leben
Alfio Grassi entstammte einer wohlhabenden Familie und war ein Sohn von Nicola Grassi und Maria Vasta. In seiner Jugend erhielt er eine gute Ausbildung in der Literatur; zu seinen antiken Lieblingsautoren gehörten Titus Livius und Plutarch. Dennoch widmete er sich lieber dem Kriegsdienst und trat gegen den Willen seines Vaters in Neapel ins Heer ein. 1793 erreichte er den Grad eines Hauptmanns. Er begeisterte sich für die Französische Revolution und versuchte, die neapolitanische Armee zum Aufruhr anzustiften. Sein Vorhaben wurde aber entdeckt, woraufhin er 1796 in Abwesenheit zum Tod verurteilt wurde. Er konnte sich jedoch bis zur Eroberung des Königreichs Neapel durch französische Truppen und der Errichtung der Parthenopäischen Republik (Januar 1799) versteckt halten. Nun beteiligte er sich an den Kämpfen gegen royalistische Aufständische, die den vertriebenen König Ferdinand IV. unterstützten, musste aber nach der Rückeroberung Neapels durch Koalitionstruppen (Juni 1799) nach Frankreich fliehen.
Mehr als 20 Jahre später behauptete Grassi in einem an seinen Bruder Vincenzo gerichteten Brief vom 9. November 1820, dass er sofort nach seiner Ankunft in Frankreich in die Armee Napoleons eingetreten sei, doch lässt sich erst für den Mai 1809 seine durch den Kriegsminister veranlasste Ernennung zum überzähligen Hauptmann im 28. Kavallerieregiment belegen. Vielleicht hatte er aber zuvor als einfacher Soldat im französischen Heer gedient. In einem weiteren an seinen Bruder adressierten Brief vom 19. April 1817 gab er an, vorteilhafte Angebote für seinen erneuten Dienst in der neapolitanischen Armee abgelehnt zu haben. Er habe nämlich nicht gegen sein Heimatland Sizilien kämpfen wollen, das die Franzosen zu erobern beabsichtigen.
Von 1810 bis 1812 war Grassi als Hauptmann auf der Iberischen Halbinsel militärisch im Einsatz. In einem am 19. März 1811 ausgetragenen Gefecht bei Tineo in Asturien zeichnete er sich aus und trug eine Verletzung davon. Am 22. Juli 1812 wurde er während der Schlacht bei Salamanca durch vier Säbelhiebe erneut verwundet. Anschließend kämpfte er von 1813 bis 1814 in den Reihen der von Marschall Louis-Nicolas Davout befehligten Truppen in Deutschland. Aufgrund seiner militärischen Verdienste wurde er zum Ritter der Ehrenlegion ernannt.
Nach der Abdankung Napoleons und der Restauration der Bourbonen im April 1814 musste Grassi, der inzwischen in Frankreich eingebürgert worden war, den aktiven Kriegsdienst aufgeben. Er bezog nun als in den Ruhestand versetzter Eskadron-Kommandant den halben Sold und benutzte seine Muße zu militärhistorischen und politischen Studien. Als Militärschriftsteller verfasste er zuerst das Werk Extrait historique sur la milice romaine et sur la phalange grecque et macédonienne, avec un table d’application qui démontre que nous devons aux Romains et aux Grecs, ce qu’il y a de plus important et de plus essentiel dans notre milice … (Paris 1815). Er blieb auch während Napoleons Herrschaft der Hundert Tage nach dessen Rückkehr von Elba  sowie nach der anschließenden zweiten Bourbonen-Restauration (1815) im Ruhestand.
Um Studien für weitere Arbeiten betreiben zu können, besuchte Grassi Griechenland  und das Osmanische Reich. Daraufhin verfasste er folgende Werke:
- Charte turque, ou organisation religieuse, civile et militaire de l’Empire ottoman; suivie de quelques réflexions sur la guerre des Grecs contre les Turcs, 2 Bände, Paris 1825[1]
- La Sainte-Alliance, les Anglais et les jésuites, leur système politique à l’égard de la Grèce, des gouvernements constitutionnels et des événements actuels, Paris 1827

In letztgenanntem Werk verteidigte Grassi den griechischen Unabhängigkeitskampf und trat für eine liberale Verfassung ein. Seine letzten Lebensjahre wurden von familiären Sorgen wie dem Tod seiner Gattin sowie vom erzwungenen Verbleib im französischen Exil überschattet. Eine politische Geschichte Portugals, an der Grassi zuletzt arbeitete, blieb unvollendet, da er während der Ausarbeitung dieses Werks am 25. April 1827 im Alter von 60 Jahren in Paris starb. Sein Vaterland hatte er nicht wiedergesehen.